# Podriment sec

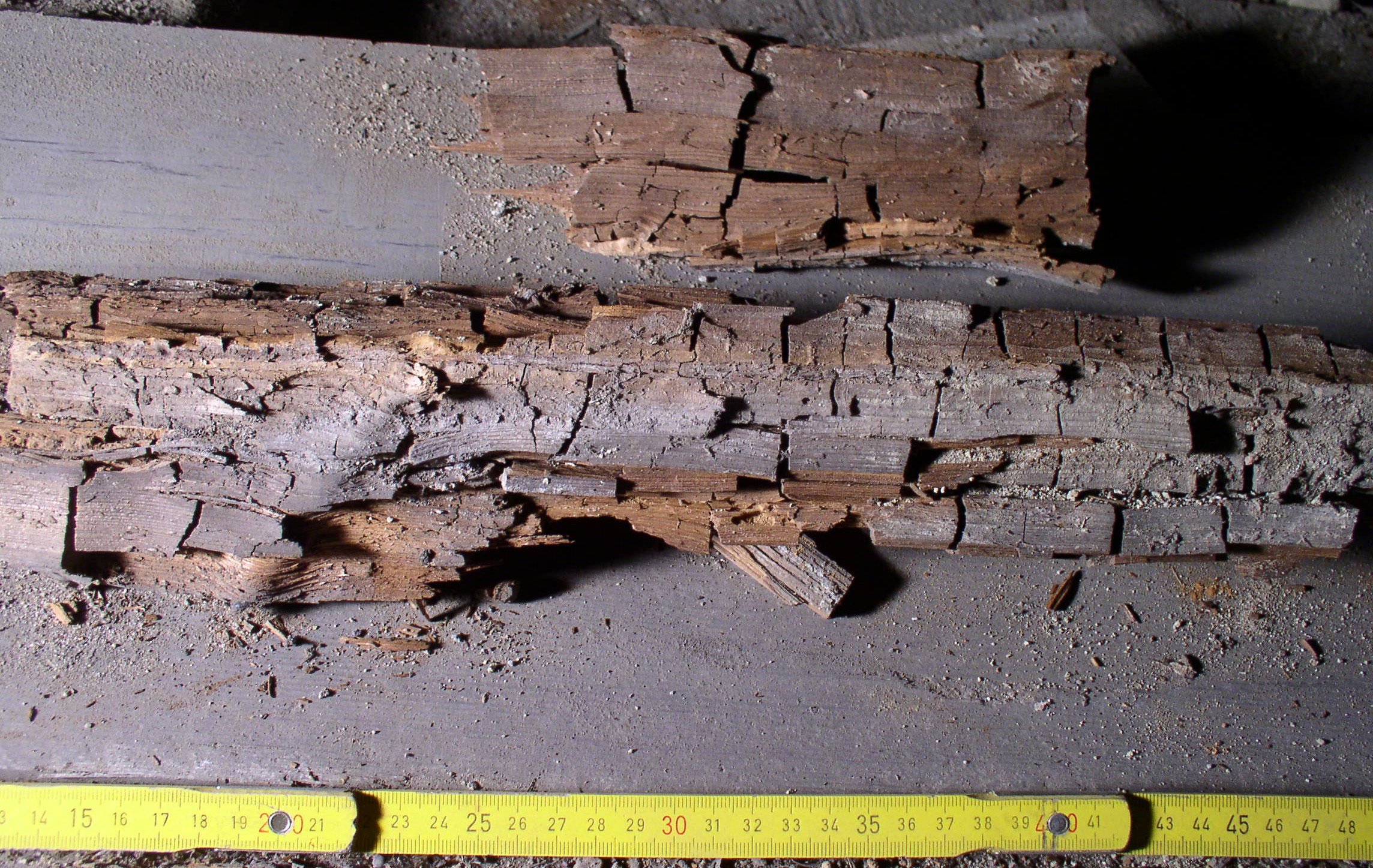
Exemple de podriment sec

El polípor és un bolet sapròtrof que s'infiltra per les arrels de l'arbre en el cor del tronc i provoca un fort podriment bru.

El podriment sec (dita també podriment cúbic bru, podriment bru o podriment vermell), descrit per l'oxímoron anglès dry rot, és una malaltia fúngica causada per microfongs que destrueixen la cel·lulosa i les hemicel·luloses de la fusta (salvant la lignina). És un dels tipus de podridura de la fusta que ataca els materials llenyosos exposats a l'aire, a diferència de la podridura tova, que ataca els que estan molt impregnats de aigua.

## Descripció

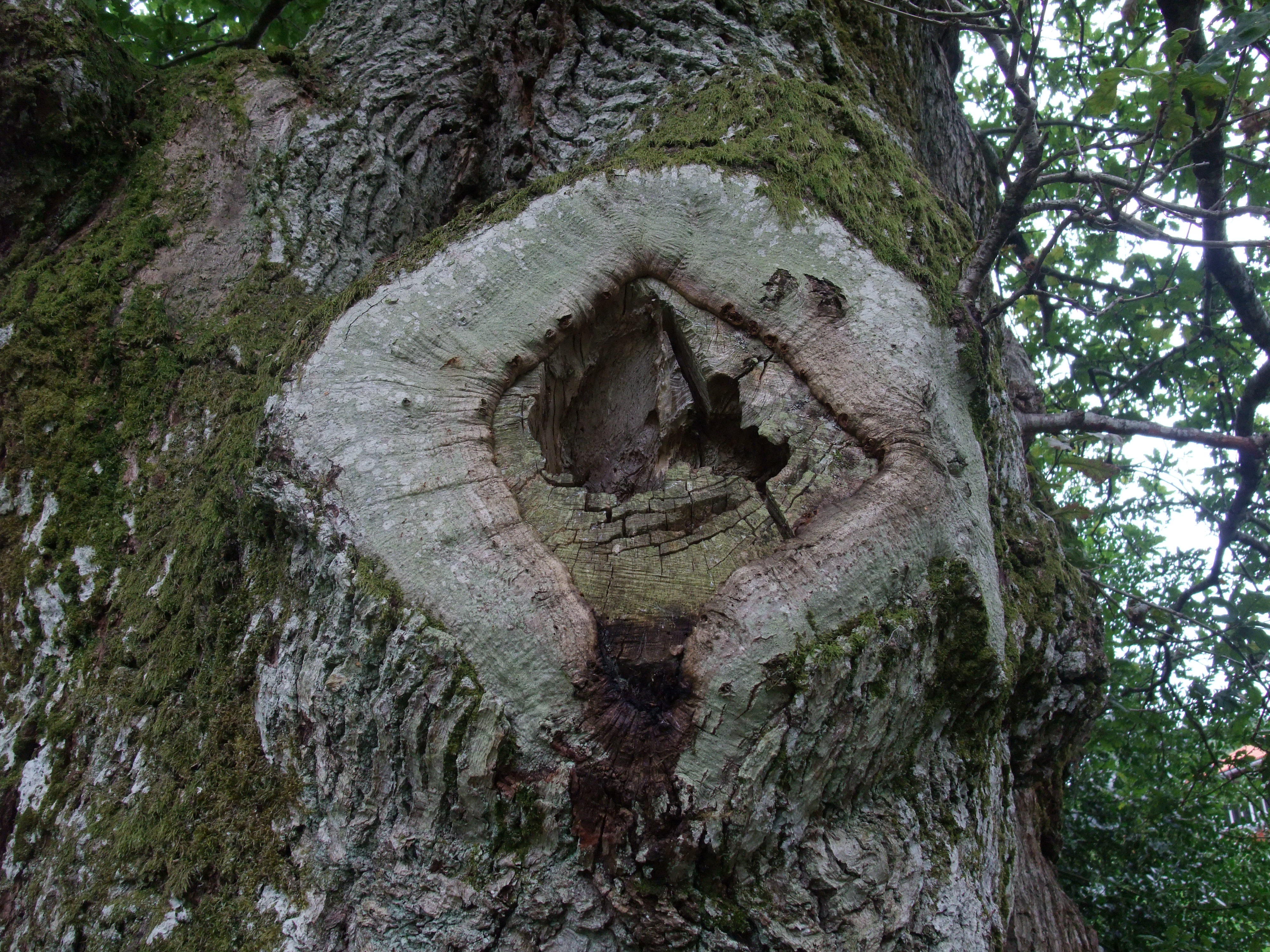
Deterioracions provocades per la gírgola groga responsable del podriment cúbic.

La fusta que presenta podriment cúbic és atacat per micromicets lignívors capaços de degradar essencialment la cel·lulosa i les hemicel·luloses, guardant la lignina gairebé intacta. Aquesta lignina s'acoloreix de bru (coloració descendent de l'oxidació dels polifenols) i, assecant-se, es clivella segons els tres plans llenyosos ortogonals: la disminució de volum és associada a fenelles de retracció en el pla transversal, radial i tangencial, la qual cosa forma cubs petits més o menys regulars. L'activitat d'aquests bolets es concentra en certes anelles de creixement (plans de debilitat que corresponent a la fusta de primavera més tendra) i progressa segons el fil del bosc que perd la seva resistència mecànica i després es transforma progressivament en una massa pulverulent bruna.
Els principals vectors del podriment cúbic són:
- Els bolets com:
  - Serpula lacrymans a Europa s'ataca als resinífers i als fullosos, necessita poca humitat, és capaç de travessar la maçoneria i de transportar de l'aigua, i és responsable de molts deterioraments en la fusta per a la construcció;
  - Serpula incrassata a l'Amèrica del Nord ;
- dels polípors (alguns del gènere Phellinus són agents del podriment blanc) :[6]
  - la Fistulina hepàtica s'ataca als boscos fullosos en exterior ;
  - el Polípor blancós ;
  - el Polípor oficinal ;
  - el Polípor marginat ;
- dels Daedalea ;
  - els Fomitopsis ;
  - les Laetiporus ;
  - els Leptoporus ;
  - els Phaeolus ;
  - els Piptoporus ;
  - la gírgola groga s'ataca als boscos fullosos en exterior ;
- el conidiòfor dels cellers (Coniophora puteana) s'ataca a les fustes molt humides i a la humitat ;
- el Lenzites sepiaria s'ataca als boscos resinosos en exterior ;
- Gloeophyllum trabeum s'ataca als resinosos i fullosos a l'aire lliure o a les cases.

## Mecanisme de degradació

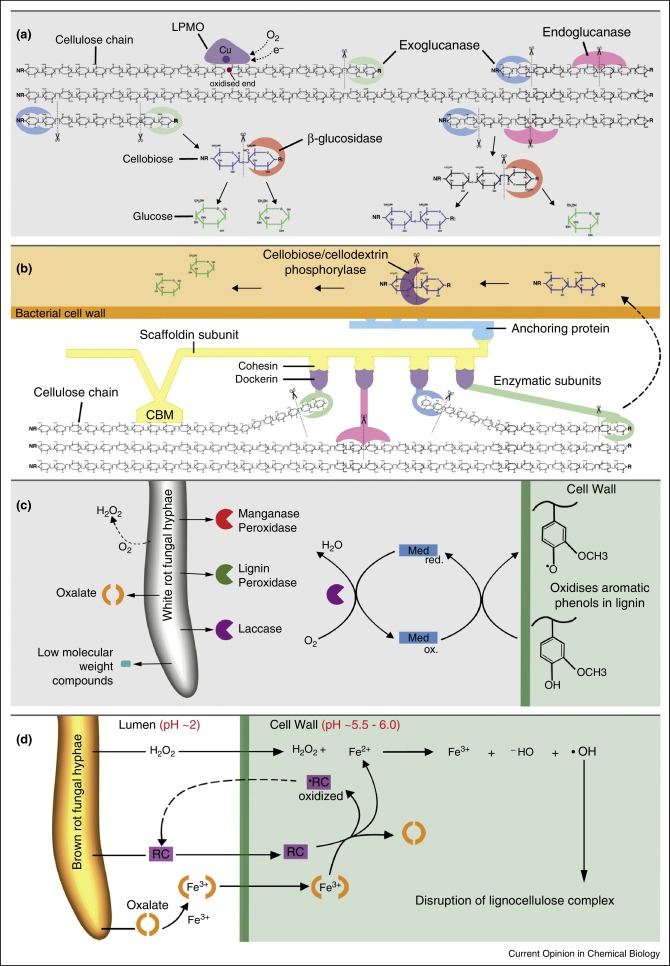
Representació esquemàtica dels mecanismes lignocel·lulolítics.(d) Degradació lignocel·lulolítica pels fongus del podriment bru que utilitzen la reacció de Fenton.

La seqüenciació de genomes de fongus forestals ha palesat el mecanisme de despolimerització de la lignina i de la cel·lulosa utilitzades pels fongus lignívors del podriment de la fusta. Els agents del podriment bru sintetitzen no pas enzims de despolimerització (ligninases, cel·lulases) com ho fan la major part dels fongus (la seva evolució regressiva es tradueix per una forta disminució de l'equipament enzimàtic present en els seus avantpassats) però almenys tres ordres (Gloeofil·lals, Poliporals i Boletals) despolimeritzen la cel·lulosa, via la reacció de Fenton, produint radicals lliures hidroxils que poden extreure els àtoms d'hidrogen pertanyent a les connexions osídiques de la cel·lulosa.

## Tractament
Les fustes tocades de podriment cúbic, una vegada el fongus eliminat, poden ser reforçats per resines epòxides, que en reconstitueixen la seva estructural.

## Altres menes de podriment
Hi ha altres podriments com els podriments alveolars, lamel·lars, tubulars, els podriments tous, i els més freqüents, els podriments fibrosos.